# Arquebisbat de Bolonya

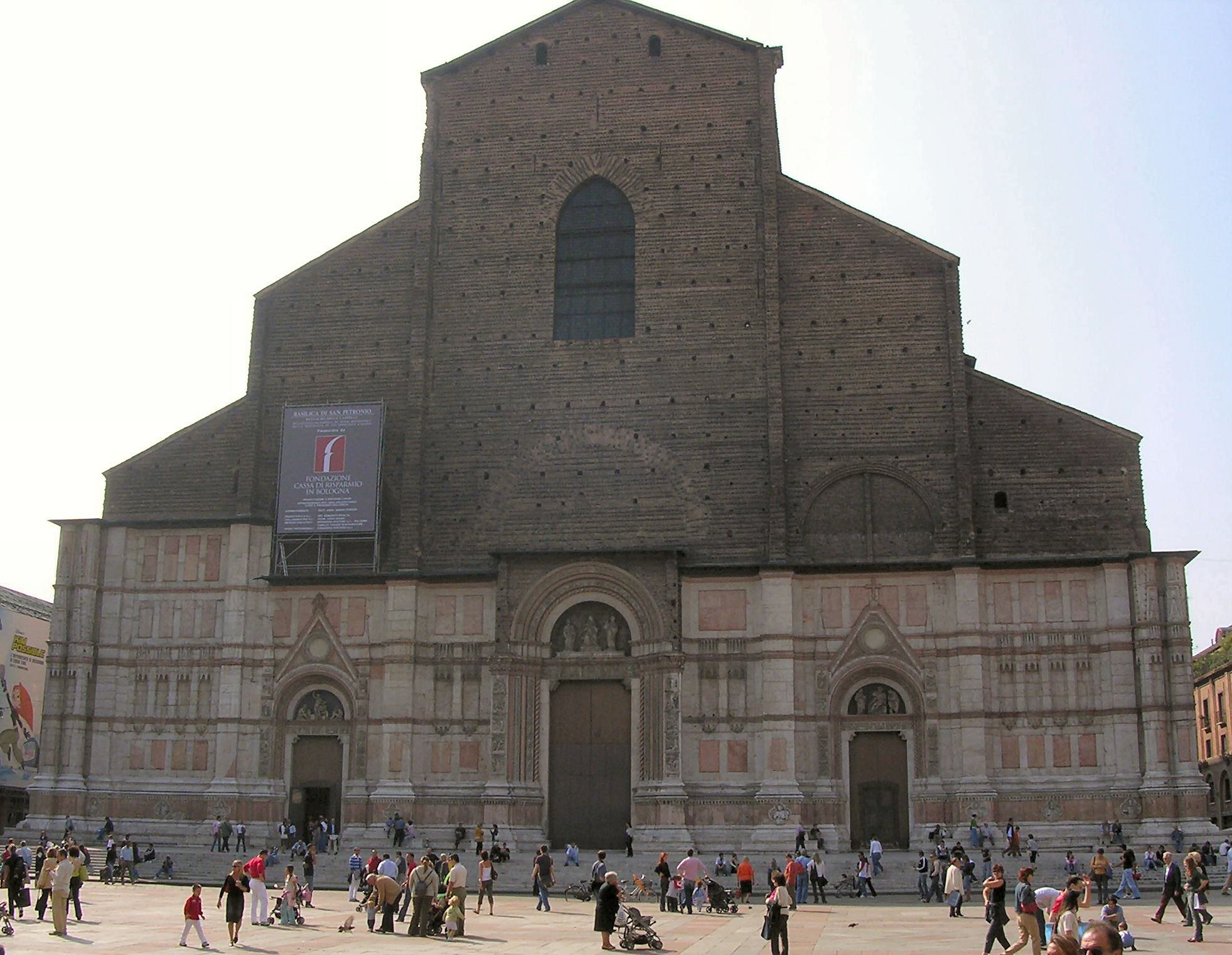
La basílica de sant Petroni, una de les esglésies més grans del món

L'arquebisbat de Bolonya - arcidiocesi di Bologna (italià); Archidioecesis Bononiensis (llatí) - és una seu metropolitana de l'Església catòlica, que pertany a la regió eclesiàstica Emília-Romanya. El 2012 tenia 995.638 batejats d'un total de 995.638 habitants. Actualment està regida per l'arquebisbe cardenal Carlo Caffarra.
El patró de l'arxidiòcesi és sant Petroni.

## Territori
L'arxidiòcesi compren els municipis de Bolonya, Monte San Pietro, Monghidoro, Lizzano in Belvedere, Zola Predosa, Monterenzio, Casalecchio di Reno, Granaglione, Monzuno, San Benedetto Val di Sambro, Castel San Pietro Terme, San Giovanni in Persiceto, Bentivoglio, Sant'Agostino, San Lazzaro di Savena, San Pietro in Casale, Castenaso, Granarolo dell'Emilia, Castel Maggiore, Sasso Marconi, Grizzana Morandi, Pianoro, Cento, Malalbergo, Medicina, Vergato, Castel Guelfo di Bologna, Casalfiumanese, Castelfranco Emilia, Gaggio Montano, Sala Bolognese, Castel di Casio, Poggio Renatico, Ozzano dell'Emilia, Molinella, Camugnano, Calderara di Reno, Baricella, Castiglione dei Pepoli, Crevalcore, Castel d'Aiano, Minerbio, Loiano, Marzabotto, Budrio, Porretta Terme, Castello d'Argile, Anzola dell'Emilia, Pieve di Cento, Argelato, Galliera, Sant'Agata Bolognese, San Giorgio di Piano i Valsamoggia.
El territori s'estén sobre 3.549 km² i està dividit en 412 parròquies, agrupades en 14 vicariats: Bazzano, Bologna Ravone, Bologna Centro, Bologna Nord, Bologna Ovest, Bologna Sud Est, Budrio, Castel San Pietro Terme, Cento, Galliera, Persiceto-Castelfranco, Porretta Terme, San Lazzaro-Castenaso, Setta i Vergato.
La seu arxiepiscopal es troba a la ciutat de Bolonya, on es troba la catedral de Sant Pere.
A l'arxidiòcesi 25 esglésies tenen funcions de santuari (13 a la ciutat). A més del capítol de la catedral, tenen un capítol de canonges les col·legiates de San Petronio vescovo, Santa Maria Maggiore a la basílica dei Santi Bartolomeo e Gaetano, San Giovanni Battista in Persiceto (a la ciutat homònima), Santa Maria Maggiore (a Pieve di Cento), San Biagio (a Cento).
La sola ciutat de Bolonya té 124 esglésies, de les quals 93 són parroquials. Tretze d'aquestes esglésies tenen la dignitat de basílica: Santuari de la Beata Vergine di San Luca, el Basílica de San Domenico, Basílica de Sant Francesc, Sant Petroni, Santa Maria dei Servi, el Santuari de Sant Esteve, Santi Bartolomeo e Gaetano, San Giacomo Maggiore, San Martino, San Paolo Maggiore, el Santuario de Sant Antoni de Pàdua, Santa Maria Maggiore i el Santissimo Salvatore.
La província eclesiàstica de Bolonya té les següents sufragànies: 
- bisbat de Faenza-Modigliana
- arquebisbat de Ferrara-Comacchio
- bisbat d'Imola

## Història
Les primeres notícies sobre l'existència de la primera comunitat cristiana a Bolonya són cap a finals del segle iii, amb el martiri de tres dels seus membres: salt Pròcol, Vidal i Agrícola.
La data d'erecció de la diòcesi és incerta, però generalment se senyala el segle iii o inicis del IV, quan es troben notícies del primer bisbe, Zama. Bolonya és una de les poques diòcesis de les quals es conserva un catàleg episcopal, fins al segle xiii, derivat dels díctics diocesans. Des del segle iv era sufragània de Milà. Cap a finals del segle v passà a formar part de la província eclesiàstica d'arquebisbat de Ravenna.
A les lluites entre l'Imperi i el Papat durant els segles xi i xii i durant els anys de govern de Frederic Barba-roja, Bolonya es va mantenir fidel al Pontíxex, tot i que sovint l'emperador aconseguí bisbes cismàtics oposats als legítims.
El 1088 s'instituí la Universitat, que possiblement té l'origen en les antigues escoles episcopals i capitulars. L'examen final i la concessió de graus tenien lloc a la catedral des d'inicis del segle xiii i fins al xviii, i moltes càtedres de la universitat van ser confiades al clergat.
El 1106 esdevingué immediatament subjecta a la Santa Seu, però el 7 d'agost de 1188 es convertí de nou en sufragània de Ravenna.

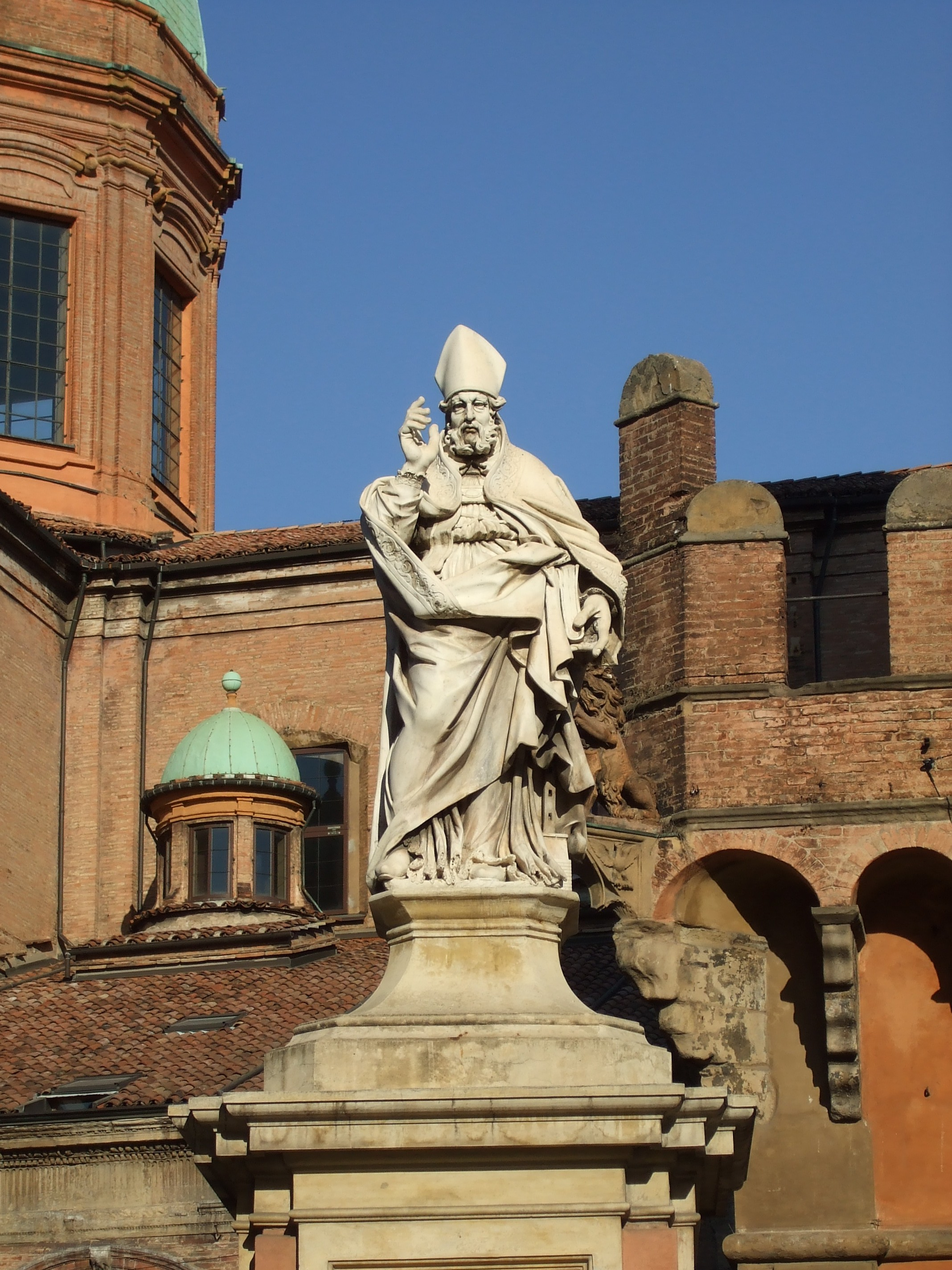
Estàtua de sant Petroni en Bolonya.

El 1131 es va concloure un acord amb l'abadia de Nonantola, que havia estat dissolta per la dependència de la diòcesi de Mondena i estava ansiosa de separar-se. Segons l'acord els monjos de Nonantola, pel seu costat, haurien de ser consagrats només pels bisbes de Bolpònia.
La nit de Nadal del 1223, un devastador terratrèmol va destruir el sostre de la catedral.
El 1306 Bolonya va prendre les armes contra el legat apostòlic cardenal Napoleone Orsini, i com a conseqüència la ciutat va ser excomunicada. La universitat va ser clausurada i els professors es traslladaren a Pàdua. L'any següent, els bolonyesos van aconseguir la remissió de l'inderdit i la reopertura de la universitat. El 17 de maig de 1567 s'instituí el seminari diocesà, enmig de les reformes de la diòcesi obra del cardenal Gabriele Paleotti, segons els decrets del Concili de Trento.
El 10 de desembre de 1582, el papa bolonyès Gregori XIII, mitjançant la butlla, donà a la diòcesi la dignitat d'arquebisbat metropolità, assignant-li com a diòcesis sufragànies les de Modena, Reggio Emilia, Parma, Piacenza, Imola, Cervia i Crema. L'oposició del metropolità de Ravenna va fer que el Papa Climent VIII, el 15 de desembre de 1604, confirmés la decisió de Gregori XIII, tot i que, la província eclesiàstica va perdre Imola i Cervia, que passarien a Ravenna, i a més va rebre la de Bicester.
Al segle xvii augmentaren els instituts de caritat, reconstruint-se els edificis de culte i intensificant-se les pràctiques religioses.
El 1723 s'inicià la construcció del santuari de la Madonna di San Luca, que va ser consagrat el 1765. Durant tot el segle, l'esperit de la Il·lustració va topar amb l'oposició d'un renovat zel pastoral, on els puntals eren les obres de caritat i el catecisme.
El 1796 els francesos van introduir un nou ordre polític a la ciutat, en contra de la religió. Particularment, se suprimiren els ordes religiosos; les cofradies i les obres de caritat i assistència van ser secularitzades, expulsant-se als clergues.
Després de l'annexió al Regne de Sardenya el 1859 vingué una nova onada d'esperit anticlerical: fins al 1882 els arquebisbes no van poder residir al palau arquebisbal, obligan-los a viure al seminari. La diòcesi respongué mitjançant la intensificació de les institucions educatives i caritatives.
Durant la Segona Guerra Mundial, el cardenal Giovanni Battista Nasalli Rocca di Corneliano va socórrer la població, protegint condemnats a mort.
Els anys del Concili Vaticà II es caracteritzaren per la presència a la ciutat del cardenal Giacomo Lercaro, un dels protagonistes del Concili, donant a la diòcesi un gran impuls a la reforma litúrgica i al paper dels catòlics a la política.
El 1989 l'arquebisbe cardenal Giacomo Biffi, l'episcopat del qual es distingí per la riquesa teològica i doctrinal, va fer néixer la iniciativa oratòria Estate Ragazzi, que es difongué per tota l'Emilia-Romagna, a més de per parts de la Llombardia i Sicília.
Sis arquebisbes o bisbes de l'església bolonyesa han estat escollit Summe Pontífex (Innocenci VII, Nicolau V, Juli II, Gregori XV, Benet XIV i Benet XV); i cinc més (a més de Gregori XV i Benet XIV) tenen orígens bolonyesos (Honori II, Luci II, Gregori XIII, Innocenci IX i san Pius V).

## Episcopologi

### Bisbes de Bolonya
- San Zama † (segle iv)
- San Faustino o Faustiniano † (citat el 342/344)[1]
- Domiziano †
- Gioviano †[2]
- Sant Eusebi † (vers 370 - finals de 381)
- Eustasio † (inicis de 390 ? - finals de 397 ?)
- Sant Felice † (finals de 397 - vers 431 mort)
- Sant Petroni † (vers 431 - vers 450 mort)
- Marcello †
- San Parteniano †
- Giuliano I †
- Geronzio †
- San Teodoro I †
- Lussorio †
- San Tertulliano †
- San Giocondo † (citat el 496)
- Teodoro II †
- Clemente †
- Pietro I †
- Germano †
- Costantino †
- Giuliano II †
- Adeodato †
- Giustiniano †
- Luminoso † (citat el 649)
- Donno †
- Vittore I † (citat el 680)
- Eliseo †
- Gaudenzio †
- Clausino † (vers 731)
- Barbato † (inicis de 736 - finals de 744)
- Romano † (inicis de 752 - finals de 756)
- Pietro II † (citat el 786)
- Vitale † (citat el 801)
- Martino I †
- Teodoro III † (inicis de 814 - 825)
- Cristoforo † (citat el 827)
- Martino II †
- Pietro III †
- Orso †
- Giovanni I † (inicis de 880 - finals de 881)
- Severo † (inicis de 884 - finals de 898)
  - Maimberto † (bisbe il·legítim)
- Pietro IV † (? - 905 mort)
- Giovanni II †
- Alberto † (inicis de 955 - 983)
- Giovanni III † (inicis de 997 - 1017)
- Frogerio † (inicis de 1019 - 1028 dimití)
- Alfredo † (inicis de 1031 - 1055)
- Lamberto † (inicis de 1062 - finals de 1074)
- Gerardo I † (1079 - 1089)
  - Sigifredo † (bisbe il·legítim)
- Bernardo † (1096 - 15 d'abril de 1104 mort)
  - Pietro † (bisbe il·legítim)
- Vittore II † (1105 - 1129 mort)
- Enrico I † (1130 - de juliol de 1145 mort)
- Gerardo Grassi † (inicis de 1148 - 8 d'agost de 1165 mort)
  - Samuele † (bisbe il·legítim)
- Giovanni IV † (inicis de 1169 - 15 de gener de 1187 mort)
- Gerardo di Gisla † (1187 - 1198 mort)
- Gerardo Ariosti † (1198 - de novembre de 1213 dimití)
- Enrico della Fratta † (25 de novembre de 1213 - 1240 dimití)
  - Ottaviano degli Ubaldini † (12 de juny de 1240 - 1244 dimití) (administrador apostòlic)
- Giacomo Boncambi, O.P. † (31 de maig de 1244 - octubre de 1260 mort)
- Ottaviano II degli Ubaldini † (1260 - 14 de setembre de 1295 mort)
- Schiatta degli Ubaldini † (1295 - 1298 mort)
- Giovanni Savelli, O.P. † (10 de gener de 1299 - 1301 mort)
- Uberto Avvocati † (19 de setembre de 1301 - 1322 mort)
- Arnaldo Sabatier di Cahors † (5 de juny de 1322 - 1º d'octubre de 1330 nomenat bisbe de Riez)
- Stefano Agonet † (1º d'octubre de 1330 - 1332 mort)
- Bertrando de Fumel † (5 de juny de 1332 - 15 de març de 1339 nomenat bisbe de Nevers)
- Beltramino Parravicini † (6 de novembre de 1340 - 1350 mort)
- Giovanni di Naso, O.P. † (13 d'octubre de 1350 - 3 d'agost de 1361 mort)
- Almerico Cathy † (18 d'agost de 1361 - 18 de juliol de 1371 nomenat bisbe de Llemotges)
- Bernardo de Bonnevalle † (18 de juliol de 1371 - 1378 deposto)
  - Filippo Carafa † (28 de setembre de 1378 - 22 de maig de 1389 mort) (administrador apostòlic)
- Cosimo de' Migliorati † (19 de juny de 1389 - 1390 dimití, poi elegit papa amb el nom d'Innocenci VII)
- Rolando da Imola, O.P. † (citat el 27 d'abril de 1390)
- Bartolomeo Raimondi, O.S.B. † (26 de setembre de 1392 - 14 de juny de 1406 mort)
- Antonio Correr, C.R.S.G.A. † (31 de març de 1407 - 2 de novembre de 1412 deposto)
- Giovanni di Michele, O.S.B. † (2 de novembre de 1412 - 3 de gener de 1417 mort)
- Beat Niccolò Albergati, O.Cart. † (4 de gener de 1417 electe[3] - 9 de maig de 1443 mort)
  - Ludovico Trevisano (o Scarampi) † (9 de maig de 1443 - 1444 dimití) (administrador apostòlic)
- Nicolò Zanolini, C.R.L. † (1444 - 18 de maig de 1444 mort) (bisbe electe)
- Tomaso Parentucelli † (27 de novembre de 1444 - 6 de març de 1447 elegit papa amb el nom de Nicolau V)
- Giovanni del Poggio † (22 de març de 1447 - 13 de desembre de 1447 mort)
- Filippo Calandrini † (18 de desembre de 1447 - 18 de juliol de 1476 mort)
  - Francesco Gonzaga † (26 de juliol de 1476 - 21 d'octubre de 1483 mort) (administrador apostòlic)
- Giuliano della Rovere † (3 de novembre de 1483 - 24 de gener de 1502 nomenat bisbe de Vercelli, després elegit Papa amb el nom de Juli II)
- Giovanni Stefano Ferrero † (24 de gener de 1502 - 5 d'octubre de 1510 mort)
  - Francesco Alidosi † (18 d'octubre de 1510 - 24 de maig de 1511 mort) (administrador apostòlic)
- Achille Grassi † (30 de maig de 1511 - 8 de gener de 1518 dimití)
- Giulio de' Medici † (8 de gener de 1518 - 3 de març de 1518 dimití)
  - Achille Grassi † (3 de març de 1518 - 22 de novembre de 1523 mort) (administrador apostòlic)
- Lorenzo Campeggi † (2 de desembre de 1523 - 20 de desembre de 1525 dimití)
  - Andrea della Valle † (20 de desembre de 1525 - 19 de març de 1526 dimití) (administrador apostòlic)
- Alessandro Campeggi † (19 de març de 1526 - 6 de març de 1553 dimití)
- Giovanni Campeggi † (6 de març de 1553 - 17 de setembre de 1563 mort)
  - Ranuccio Farnese † (28 d'abril de 1564 - 19 d'octubre de 1565 mort) (administrador apostòlic)
- Gabriele Paleotti † (30 de gener de 1566 - 10 desembre de 1582)

### Arquebisbes de Bolonya
- Gabriele Paleotti † (10 desembre de 1582 - 23 de juliol de 1597 mort)
- Alfonso Paleotti † (23 de juliol de 1597 - 18 d'octubre de 1610 mort)
- Scipione Borghese Caffarelli † (25 d'octubre de 1610 - 1612 dimití)
- Alessandro Ludovisi † (2 d'abril de 1612 - 9 de febrer de 1621 elegit papa amb el nom de Gregori XV)
- Ludovico Ludovisi † (27 de març de 1621 - 18 de novembre de 1632 mort)
- Girolamo Colonna † (24 de novembre de 1632 - 1645 dimití)
- Niccolò Albergati-Ludovisi † (6 de febrer de 1645 - 11 de desembre de 1651 dimití)
- Girolamo Boncompagni † (11 de desembre de 1651 - 24 de gener de 1684 mort)
- Angelo Maria Ranuzzi † (17 de maig de 1688 - 27 de setembre de 1689 mort)
- Giacomo Boncompagni † (17 d'abril de 1690 - 24 de març de 1731 mort)
- Prospero Lambertini † (30 d'abril de 1731 - 17 d'agost de 1740 elegit papa amb el nom de Benet XIV)[4]
- Vincenzo Malvezzi Bonfioli † (14 de gener de 1754 - 3 de desembre de 1775 mort)
- Andrea Gioannetti, O.S.B.Cam. † (15 de desembre de 1777 - 8 d'abril de 1800 mort)
  - Sede vacante (1800-1802)
- Carlo Oppizzoni † (20 de setembre de 1802 - 13 d'abril de 1855 mort)
- Michele Viale Prelà † (28 de setembre de 1855 - 15 de maig de 1860 mort)
  - Sede vacante (1860-1863)
- Filippo Maria Guidi, O.P. † (21 de desembre de 1863 - 12 de novembre de 1871 dimití)
- Carlo Luigi Morichini † (24 de novembre de 1871 - 22 de desembre de 1876 dimití)
- Lucido Maria Parocchi † (12 de març de 1877 - 28 de juny de 1882 dimití)
- Francesco Battaglini † (3 de juliol de 1882 - 8 de juliol de 1892 mort)
- Serafino Vannutelli † (16 de gener de 1893 - 12 de juny de 1893 nomenat bisbe de Frascati)
- Domenico Svampa † (21 de maig de 1894 - 10 d'agost de 1907 mort)
- Giacomo della Chiesa † (18 de desembre de 1907 - 3 de setembre de 1914 elegit papa amb el nom de Benet XV)
- Giorgio Gusmini † (8 de setembre de 1914 - 24 d'agost de 1921 mort)
- Giovanni Battista Nasalli Rocca di Corneliano † (21 de novembre de 1921 - 13 de març de 1952 mort)
- Giacomo Lercaro † (19 d'abril de 1952 - 12 de febrer de 1968 dimití)
- Antonio Poma † (12 de febrer de 1968 - 11 de febrer de 1983 dimití)
- Enrico Manfredini † (18 de març de 1983 - 16 de desembre de 1983 mort)
- Giacomo Biffi (19 d'abril de 1984 - 16 de desembre de 2003 jubilat)
- Carlo Caffarra, (16 de desembre de 2003 - 27 d'octubre de 2015 jubilat)
- Matteo Zuppi (des del 27 d'octubre de 2015)

## Santoral diocesà
Els patrons principals són Sant Petroni i la Mare de Déu de Luca.
- Sant Petroni, bisbe (4 d'octubre) (solemnitat)
- Sant Domenec, prevere (4 d'agost) (festa)
- Sant Zama, protobisbe (28 de setembre) (festa)
- Santa Caterina de' Vigri, verge (9 de març) (memòria)
- Santa Clelia Barbieri, verge (13 de juliol) (memòria)
- Sant Elia Facchini, màrtir (9 de juliol) (memòria)
- Sant Eusebi,[5] bisbe (26 de setembre)
- San Faustinià,[5] bisbe (26 de febrer) (memòria)
- San Felice, bisbe (3 d'octubre) (memòria)
- San Giocondo,[5] bisbe (14 de novembre) (memòria)
- San Guarino, bisbe (7 de febrer) (memòria)
- San Paterniano,[5] bisbe (12 de juliol) (memòria)
- Sant Pròcol, màrtir (1 de juny) (memòria)
- San Teodor,[5] bisbe (11 de maig) (memòria)
- San Tertulià,[5] bisbe (18 d'abril) (memòria)
- Sants Vidal i Agrícola, protomàrtirs (4 de novembre) (memòria)

## Demografia
A finals del 2012, la diòcesi tenia 949.567 batejats sobre una població de 995.638 persones, equivalent al 95,4% del total.
| any  | població | població  | població | sacerdots | sacerdots       | sacerdots       | sacerdots             | diaques | religiosos | religiosos | parroquies |
| ---- | -------- | --------- | -------- | --------- | --------------- | --------------- | --------------------- | ------- | ---------- | ---------- | ---------- |
| any  | batejats | total     | %        | total     | clergat secular | clergat regular | batejats por sacerdot | diaques | homes      | dones      |            |
| 1917 | ?        | 565.489   | ?        | 956       | 837             | 119             | ?                     | ?       | ?          | ?          | 389        |
| 1949 | 685.000  | 691.479   | 99,1     | 760       | 565             | 195             | 901                   |         | 215        | 1.263      | 428        |
| 1958 | 782.232  | 785.291   | 99,6     | 848       | 508             | 340             | 922                   |         | 500        | 1.970      | 443        |
| 1969 | 929.436  | 929.486   | 100,0    | 913       | 549             | 364             | 1.018                 |         | 456        | 2.229      | 380        |
| 1980 | 977.000  | 1.002.000 | 97,5     | 870       | 495             | 375             | 1.122                 |         | 526        | 1.980      | 447        |
| 1990 | 927.874  | 936.699   | 99,1     | 787       | 454             | 333             | 1.179                 | 22      | 443        | 1.453      | 413        |
| 1999 | 913.766  | 925.146   | 98,8     | 747       | 460             | 287             | 1.223                 | 66      | 433        | 1.190      | 417        |
| 2000 | 914.926  | 929.534   | 98,4     | 741       | 448             | 293             | 1.234                 | 69      | 409        | 1.138      | 417        |
| 2001 | 913.458  | 929.104   | 98,3     | 743       | 444             | 299             | 1.229                 | 70      | 419        | 1.106      | 417        |
| 2002 | 919.135  | 937.808   | 98,0     | 743       | 444             | 299             | 1.237                 | 76      | 398        | 1.023      | 416        |
| 2003 | 926.771  | 946.432   | 97,9     | 747       | 435             | 312             | 1.240                 | 81      | 367        | 1.038      | 416        |
| 2004 | 925.155  | 948.805   | 97,5     | 719       | 427             | 292             | 1.286                 | 86      | 374        | 1.035      | 416        |
| 2006 | 936.093  | 964.733   | 97,0     | 686       | 431             | 255             | 1.364                 | 99      | 338        | 991        | 414        |
| 2012 | 949.567  | 995.638   | 95,4     | 608       | 389             | 219             | 1.561                 | 123     | 275        | 868        | 412        |